# Marcio Tovar

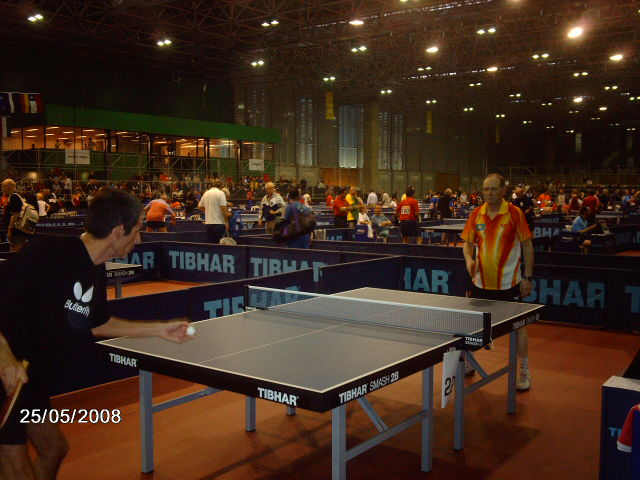
Marcio Tovar em ação no XIV Campeonato Mundial de Tenis de Mesa de Veteranos do Rio de Janeiro/Brasil em 2008.

Marcio Damian Tovar y Samia ou simplesmente Marcio Tovar (Santos, 16 de março de 1956) é um mesatenista brasileiro.

## Trajetória esportiva
Marcio Tovar nasceu em 16 de Março de 1956 e vem de uma família tradicional de mesa-tenistas de Santos, litoral de São Paulo no Brasil. Seu pai, Severiano Lidio Tovar Villaron, espanhol de nascimento e (que hoje dá nome há um logradouro público no Morro de Santa Maria em Santos), praticava o tênis de mesa já na década de 1940 e foi várias vezes campeão santista na modalidade, defendendo o Centro dos Estudantes de Santos e o Clube Internacional de Regatas. Sua irmã, Leila Tovar começou cedo a praticar o esporte e jogava no estilo caneteiro, conquistando os títulos de  campeã paulista mirim de equipes e de duplas ao lado de Miriam Neves, no ano de 1973, pelo Pasteur Futebol Clube. Leila também viria a conquistar a medalha de bronze nos Jogos Abertos do Interior em Osasco, em 1972.
Marcio, que jogava no estilo caneteiro, iniciou a sua vitoriosa carreira aos 11 anos, no Clube Internacional de Regatas, de Santos, sendo incentivado e treinado por seu pai. Em 1967 sagrou-se campeão santista, na categoria infantil. No ano seguinte transferiu-se para Esporte Clube Senador Feijó, também de Santos, com o qual conquistou o bicampeonato do Torneio Início e do Torneio Encerramento da Federação Paulista de Tênis de Mesa.
Ao longo da carreira, tornou-se pentacampeão paulista (infantil e juvenil), tricampeão brasileiro (juvenil e adulto) e campeão sul-americano (juvenil) da modalidade. Defendeu o Esporte Clube Senador Feijó (a melhor equipe de tênis de mesa do Brasil naquela época, juntamente com o Esporte Clube Corinthians Paulista), Santos Futebol Clube, Clube de Regatas Saldanha da Gama, Pasteur Futebol Clube, Nautilus Praia Clube e Associação Atlética Banco do Brasil. Integrou as seleções santista principal (1970-1973 e 1980), paulista juvenil (1971) e adulta (1972), e brasileira juvenil (1971).
Apesar de na época ainda pertencer a categoria juvenil, pois ainda tinha 15 anos de idade, Tovar  fez  parte da seleção paulista principal ao lado de grandes mesatenistas do Brasil  como Alberto Kurdoglian (Betinho), Manoel Medina, Eduardo Barone, Romeu Tibério, Francisco Messa, Bernardino Valente, Ricardo Inoguchi, Afonso Valente, Roberto Ramirez, Chul Wan Hoo, Alfredo Chiapetta que disputou o 13º Campeonato Brasileiro Individual Adulto em Itapetininga, São Paulo, em 1972, que foi organizado pela antiga Confederação Brasileira de Desportos (CBD).
Marcio Tovar teve vitórias marcantes no tênis de mesa, que entraram para a história, como por exemplo numa das partidas do Campeonato Paulista  de Tênis de  Mesa no ginásio do Corinthians Paulista, quando derrotou o campeão sul-americano infantil de 1969 na época, Ricardo Inokuchi, defensor da equipe do E.C. Corinthians Paulista, por 3x2.
Outra vitória marcante foi na seletiva em São Paulo, que comporia a seleção paulista principal de 1972, onde obteve vitória, com apenas 15 anos de idade, por 3 x 1, sobre Nelson Ogassawara, que defendia a Sociedade Esportiva Palmeiras, e que foi titular da seleção brasileira adulta no mundial de Nagoya (Japão), em 1971. Duas vitórias marcantes que jamais serão esquecidas e entraram para a história.
A conquista do bi-campeonato paulista infantil por equipes de 1969 foi outro fato marcante, quando na decisão do titulo o Esporte Clube Senador Feijó de Santos (SP) derrotou em pleno Parque São Jorge, a equipe do Corinthians Paulista por  5x4, numa vitória histórica e quebrando a hegemonia dos mesatenistas corintianos, que tinham grandes nomes como Ricardo Inokuchi, Miguel Jimenez Peres (Miguelzinho). Já o Senador Feijó, naquela memorável conquista de 1969, contou com Marcio Tovar, Jorge Moreira e Carlos Alberto Baltar (Tripa).
Tovar foi um dos autores da frase que deu o título ao livro Cláudio Kano, a trajetória de um campeão, que homenageou o falecido mesa-tenista brasileiro.  
Recebeu o título de "Cidadão Emérito de Santos" pela Câmara Municipal de Santos, conforme decreto legislativo 37/87.  
Em 2012, através do decreto legislativo nº 15/12, recebeu a Comenda/Medalha Braz Cubas (fundador da cidade de Santos), a maior honraria da Câmara Municipal de Santos concedida a um cidadão.  
Márcio Tovar entrou tambem para a história como sendo o unico mesatenista da cidade a receber as duas maiores homenagens prestadas pela Câmara Municipal de Santos  a um Cidadão : Titulo de "Cidadão Emérito de Santos" e a Medalha "Braz Cubas". 
Márcio Tovar tem sua biografia / depoimento  gravado em DVD "Memória Oral" pela Fundação Arquivo e Memória de Santos /FAMS  como um santista ilustre e está a disposição para consulta para as futuras gerações na Fundação Arquivo e Memória de Santos /Fams orgão oficial ligado a Prefeitura Municipal de Santos .   
Em 2008 disputou o XIV Campeonato Mundial de Tênis de Mesa para atletas veteranos, realizado no Pavilhão IV do complexo do Riocentro, na Barra da Tijuca, no Rio de Janeiro. Atuando pela seleção da Espanha, em virtude de ter adquirido cidadania espanhola em 1967 e ter recebido o passaporte espanhol em 2006, ao lado de Roberto Rogélia o (Tchuca), classificaram-se entre as 56 melhores duplas do mundo na categoria 50 a 59 anos entrando para a história do mundial de veteranos. Foi a primeira e única vez que o ITTF/SCI-Campeonato Mundial de Veteranos de Tênis de Mesa foi realizado na América Latina.
Em 2011 foi selecionado e integrou a equipe de Apoio/Staff (voluntário) do Comitê Organizador que participou do XX Campeonato Mundial de Handebol Feminino/11 realizado em São Paulo/Brasil.
Marcio Tovar tem em seu currículo a participação em dois campeonatos mundiais, sendo um como atleta no tênis de mesa em 2008, no Rio de Janeiro/RJ,  e o outro como staff/apoio em 2011 no Mundial de Handebol Feminino realizado em São Paulo/SP.
Como condutor oficial nomeado pelo Comitê Organizador dos Jogos Olímpicos Rio 2016 e pelo Comitê Olímpico Internacional (COI), participou também dos Jogos Olímpicos de Verão de 2016 no Rio. Marcio Tovar conduziu o principal simbolo dos Jogos Olimpicos a chama olimpica que foi acesa em Olimpia na Grécia  (tocha olímpica) em Santos no dia 22 de julho de 2016.
Entrou para a história do esporte como sendo o primeiro e único mesatenista natural de Santos/SP a conduzir uma Tocha Olimpica  (Jogos Olimpicos do Rio de Janeiro /Brasil  2016 ). 
Tambem foi aos 60 anos de idade isso em 2016 o mesatenista mais idoso de toda a historia dos Jogos Olimpicos a conduzir a chama olimpica (principal símbolo dos Jogos Olímpicos).
Marcio Tovar é o idealizador do Dia do Mesatenista, comemorado anualmente em Santos sempre no dia 8 de agosto, e que foi incluído no calendario oficial do município sob a lei nº 2932 de 13 de novembro de 2013, assinada pelo prefeito municipal de Santos Paulo Alexandre Barbosa. Santos foi a segunda cidade brasileira a comemorar tal data, depois de Piracicaba.
Desde 2002, Marcio Tovar exerce a função de árbitro dos quadros oficiais da Federação Paulista de Tênis de Mesa e da Confederação Brasileira de Tênis de Mesa.

## Títulos conquistados
- Campeonato Paulista Infantil: 1969 e 1970 (Esporte Clube Senador Feijó)- Equipes
- Campeonato Paulista Juvenil: 1972 (Equipes e Duplas) e 1973 (Clube de Regatas Saldanha da Gama e Pasteur Futebol Clube)
- Campeonato Brasileiro Mirim: 1968 (Esporte Clube Senador Feijó)- Individual
- Campeonato Brasileiro Juvenil: 1971 (Seleção Paulista)- Equipes
- Campeonato Brasileiro Adulto: 1972 (Seleção Paulista)- Equipes
- Campeonato Sul-Americano Juvenil: 1971]] (Seleção Brasileira)- Equipes
- Campeonato Paulista Escolar - Olimpíadas Estaduais das Escolas Senac (Equipes): 1972 (Sorocaba/SP) e 1973 (Araraquara/SP)
- Jogos Regionais - DEFE (equipes): 1970, 1971 e 1973  pela Seleção Santista Principal
- Torneio Nacional "Intercívica" do Clube Paratodos/SP (Juvenil Individual): 1972 e 1973
- Torneio Aniversário do E.C. Corinthians Paulista (Mirim Individual): 1968
- Torneio Início da Federação Paulista Tênis de Mesa (Juvenil Masculino): 1972
- Torneio Encerramento da Federação Paulista Tênis de Mesa - FPTM (Juvenil Masculino): 1972
- Torneio do Estrela de Ouro Futebol Clube (Adulto Individual): 1983
- Vice-campeão Paulista Infantil (Individual): 1969 - FPTM
- Vice-campeão Paulista Juvenil (Individual): 1971 - FPTM
- Vice campeão Paulista de Duplas (Mirim): 1968 - FPTM
- Vice-campeão Paulista (equipes da 3ª divisão): 1971 - FPTM
- Vice-campeão Paulista (equipes da 2ª Divisão): 1971 - FPTM
- Vice-campeão Paulista (equipes Juvenil): 1971 - FPTM
- Vice-campeão Torneio Nacional Intercívica Infantil Individual do Clube Paratodos/SP: 1969
- Vice-campeão Torneio Nacional Intercívica Infantil Masculino do Clube Paratodos/SP: 1970
- Vice-campeão Torneio "Gurilândia" do E.C. Corinthians Paulista - Infantil Individual: 1970
- Vice-campeão Jogos Abertos Interior equipes-DEFE: 1972 - Osasco - Seleção Santista - (Medalha de Prata)
- Vice-campeão Brasileiro (Mirim Equipes): 1968 - Interclubes pelo S.C. Senador Feijó de Santos/SP
- Vice-campeão Torneio Aniversário da Sociedade Esportiva  Palmeiras: 1972
- Vice-campeão do Troféu Bandeirantes - DEFE - Equipes Principal: 1973
- 4º colocado no Campeonato Brasileiro Juvenil Individual - Seleção Paulista Juvenil - FPTM
- 3º colocado Campeonato Paulista Juvenil Individual: 1972 - FPTM
- 3º colocado no Campeonato Paulista de Duplas Principal - 1ª Divisão: 1973 - FPTM
- 3º colocado Campeonato Paulista Mirim individual: 1968]] - FPTM
- 3º lugar nos Jogos Abertos Interior Equipes - DEFE: 1970 - Bauru - Seleção Santista - (Medalha de Bronze)
- 5º lugar na Copa do Brasil da CBTM - Individual - Guarujá/SP: 2011 - Veteranos (50 a 59 anos)
- 5º lugar na Copa do Brasil da CBTM - Individual - Praia Grande/SP: 2011 - Veteranos (50 a 59 anos)
- Campeão Paulista da 1ª Etapa Regional Paulista da FPTM - Individual Veteranos (50 a 59 anos): 2011 - Santos/SP
- Campeão Paulista da 3ª Etapa Regional Paulista da FPTM - Individual Veteranos (50 a 59 anos): 2011 - Santos/SP
- Vice-Campeão Paulista da 2ª Etapa Regional Paulista da FPTM - Individual Veteranos (50 a 59 anos): 2011 - Santos/SP
- 3º lugar Campeonato Paulista Equipes Veteranos , 2011 - FPTM - (Medalha de Bronze) - (Torneio de Encerramento)
- 3º lugar Campeonato Paulista Equipes Veteranos , 2012 - FPTM - (Medalha de Bronze) - (Torneio de Encerramento)
- Vice-campeão Paulista Equipes Veteranos , 2013 - FPTM -  (Medalha de Prata)- (Torneio de Encerramento)
- 1º colocado no Rating Nacional RMM  da CBTM - 2013, com 449 pontos
- Vice-campeão Paulista Equipes Veteranos, 2014 - FPTM. - (Medalha de Prata)- (Torneio de Encerramento)
- Ranqueado entre os 56 melhores duplistas do mundo veteranos - Campeonato Mundial Veteranos de 2008 - Rio/Brasil.
- Rd. 64 - Doubles in World Veterans Table Tennis Championships in Rio de Janeiro (Brazil) in 2008 - (Marcio Tovar - (Espanha / Roberto Rogélia - (Brazil)